# Liste von Seilbahnen in Österreich
Die Liste von Seilbahnen in Österreich enthält öffentlich von Personen benutzbare kommerzielle und nach Fahrplan verkehrende
- LSB = Luftseilbahnen
- GB = Gondelbahnen mit geschlossenen Kabinen
- SB = Sesselbahnen

in Österreich.
Weiters enthält diese Liste auch einzelne
- MSB = Materialseilbahnen

und die handkurbelbetriebene Indoor-Seilbahn im Kindermuseum Frida und Fred, Graz.
Nicht enthalten sind Seilrutschen, wie sie mit geringem Gefälle häufig auf Spielplätzen oder wesentlich steiler etwa am Aussichtsturm Pyramidenkogel installiert sind.

## Öffentlicher Personenverkehr und Materialtransport

### Kärnten
1. Arnoldstein, Seltschach – Seltschacher Alpe, SB 1 Abschnitt
2. Bad Kleinkirchheim – Waldtratte – Kaiserburg, Kaiserburgbahn, GB 2 Abschnitte
3. Bad Kleinkirchheim-Bach – Strohsack, SB 1 Abschnitt
4. Bad Kleinkirchheim-St. Oswald – Nockalmbahn, GB 1 Abschnitt (nur Sommerbetrieb)
5. Bad Kleinkirchheim-St. Oswald – Biosphärenbahn Brunnach, GB 1 Abschnitt
6. Flattach-Innerfragant, Stübelesee – Wurten, SB 1 Abschnitt
7. Flattach-Innerfragant, Wurten – Schareck, SB 1 Abschnitt
8. Heiligenblut, ab Roßbach – Fleißalm, Tunnelbahn Fleißalm seit Dezember 1987 im Winter, zwei von einer Deckenschiene hängenden Gondelgruppen (Ausweiche auf halber Strecke) durch einen gekurvten Stollen mit Fenstern in das höher gelegene Schigebiet Fleißalm. Im Sommer führt der Stollen Wasser.[1][2]
9. Mallnitz, Stappitzsee – Hochalmblick – Hannoverhaus (Ankogel), Ankogelbahn, LSB 2 Abschnitte
10. Spittal an der Drau – Krendlmaralm – Goldeck, Goldeckbahn, LSB 2 Abschnitte
11. Treffen am Ossiacher See, Ortsteil Annenheim, Gerlitzen (Berg), Kanzelbahn, GB 1 Abschnitt
12. Tröpolach – Madritschen (Nassfeld), Millennium-Express, GB 3 Abschnitte
13. Tröpolach, Nassfeld – Madritschen, SB 1 Abschnitt
14. Tröpolach, Nassfeld – Gartnerkofel, SB 1 Abschnitt
15. Radenthein – Bergwerk Millstätter Alpe, Magnesitseilbahn, MSB 2 Abschnitte
16. Radenthein – Ferndorf, MSB, ehemalige Magnesitseilbahn

### Niederösterreich
1. Hirschwang – Rax, Raxseilbahn, LSB 1 Abschnitt
2. Lackenhof – Ötscherhaus, SB 1 Abschnitt
3. Mitterbach am Erlaufsee – Gemeindealpe, SB 2 Abschnitte
4. Türnitz – Eibl, SB 1 Abschnitt
5. Mönichkirchen – Mönichkirchner Schwaig, SB 1 Abschnitt

### Oberösterreich

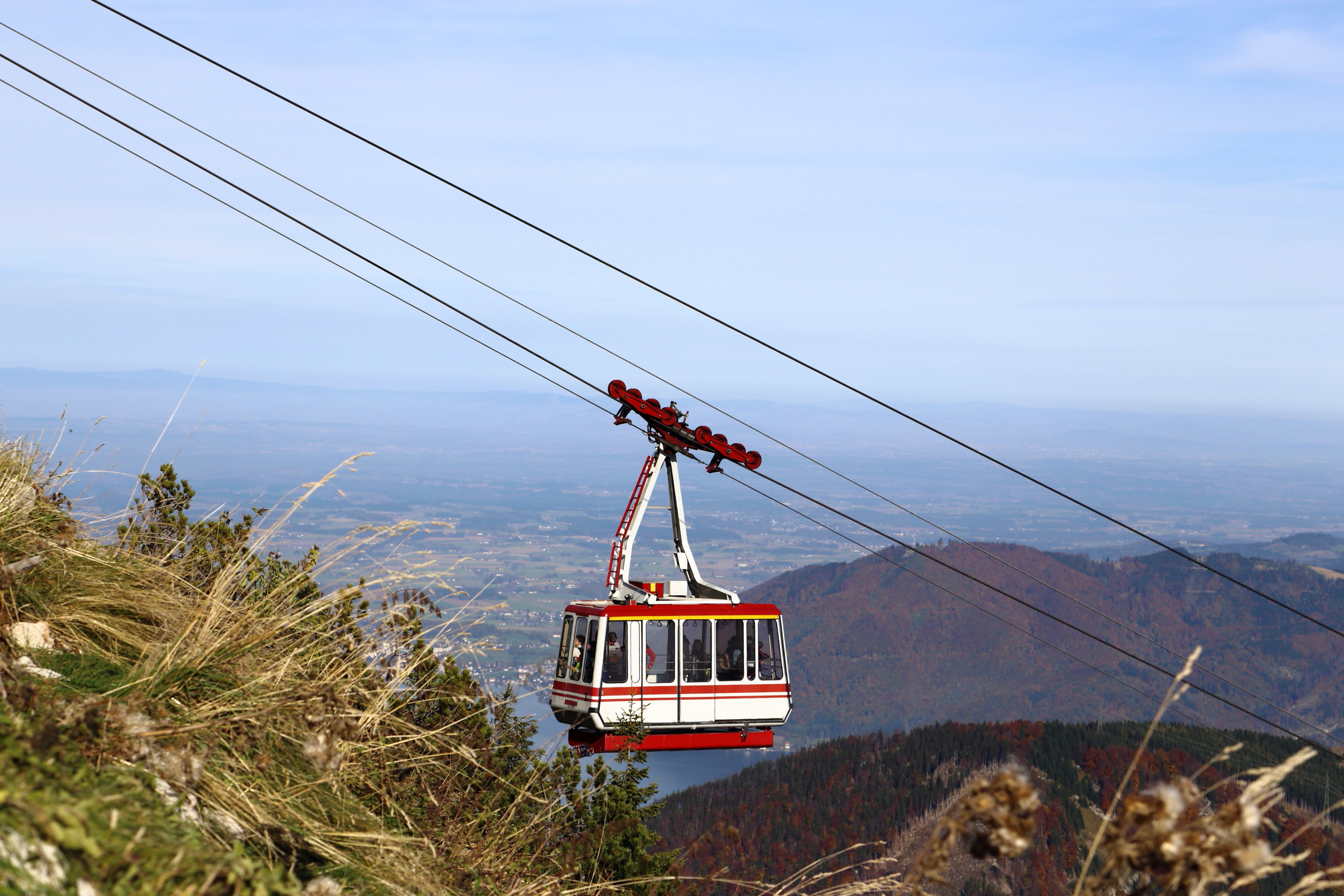
Feuerkogelseilbahn

1. Bad Ischl – Katrinalpe (Hainzen), GB 1 Abschnitt
2. Ebensee, Feuerkogel, Feuerkogelseilbahn
3. Gmunden – Grünberg, Grünbergseilbahn, GB 1 Abschnitt
4. Gosau, Vorderer Gosausee – Gosaukamm. Gosaukammbahn
5. Hallstatt, Salzbergbahn (ehemalige Seilbahn)
6. Hinterstoder – Huttererboden – Höss, SB 2 Abschnitte
7. Obertraun – Schönbergalm/Dachsteinhöhlen – Krippenstein, Dachsteinseilbahn (LSB 2 Abschnitte)
8. Obertraun, Gjaidalm – Krippenstein, Dachsteinseilbahn (LSB 1 Abschnitt)
9. Reichraminger Hintergebirge, Prefingkogel (Bauxitabbau) bis Weißenbach an der Enns (Bahn), 14 km lang, ehemalige MSB, 1968 abgebaut

### Salzburg
1. Angertal – Stubneralm, SB 1 Abschnitt
2. Bad Gastein – Salesenwald – Stubnerkogel, GB 2 Abschnitte
3. Bad Hofgastein, Kitzstein – Kleine Scharte, Schlossalm-Pendelbahn, LSB 1 Abschnitt (Sektion 2)
4. Schigebiet Wagrain-Flachau, Muldenbahn
5. Dorfgastein – Brandlalm – Fulseck, GB 2 Abschnitte
6. Flachau – Neureith, SB 1 Abschnitt
7. Flachau, Neureith – Grießkar, SB 1 Abschnitt
8. Grödig, Untersberg, Untersbergbahn, LSB
9. Großarl-Unterberg – Unterbergwald – Kreuzhöhe, GB 2 Abschnitte
10. Hallein-Griesrechen – Bad Dürrnberg, Salzbergbahn, GB 1 Abschnitt, 1952–2001, ehemals[3]
11. Hinterglemm – Hasenaualm, GB 1 Abschnitt
12. Hinterglemm – Zwölferkogel, Zwölfer Nordbahn, GB 2 Abschnitte
13. Hollersbach im Pinzgau, Panoramabahn
14. Kaprun (ehemalige Sektionen 1 und 2 der Gletscherbahn)
15. Gletscherbahn Kaprun 1 auf das Kitzsteinhorn
16. Kaprun – Langwiedboden, GB 1 Abschnitt (2 Bahnen)
17. Kaprun, Langwiedboden – Alpin Center Kaprun – Großer Schmiedinger, GB 2 Abschnitte
18. Kaprun, Langwiedboden – Alpin Center Kaprun, GB 1 Abschnitt
19. Kaprun, Alpin Center Kaprun – Kitzsteinhorn, LSB 1 Abschnitt (3 Sektionen der Gletscherbahn Kaprun)
20. Kaprun, Maiskogel, Maiskogelseilbahn, LSB 1 Abschnitt
21. Krimml, Filzstein – Plattenkogel, SB 1 Abschnitt
22. Leogang-Hütten, Kühlbichl – Asitzhütte, GB 2 Abschnitte
23. Lofer – Loderbichl – Loferer Alm, GB 2 Abschnitte
24. Mauterndorf – Mittelstation, LSB 1 Abschnitt
25. Mauterndorf, Mittelstation – Großeck, SB 1 Abschnitt
26. Mühlbach am Hochkönig, Karbachalmbahn, GB
27. Neukirchen am Großvenediger – Bergeralmhöhe, Wildkogelbahn, GB 2 Abschnitte
28. Neukirchen am Großvenediger, Bergeralmhöhe – ?, SB 1 Abschnitt
29. Oberpinzgau, Amertal, Heidnische Kirche, Seilbahn Heidnische Kirche
30. Obertauern, Zehnerkar-Pendelbahn, LSB 1 Abschnitt (ehemalig)
31. Pass Thurn – Resterhöhe, SB 1 Abschnitt
32. bei dem Berg Rossbrand, Großberg-Tal – Haleggkopf, SB 1 Abschnitt
33. Rußbach am Paß Gschütt – Hornspitz, Hornbahn, SB 1 Abschnitt
34. Saalbach, Schattberg, Schattbergbahn, LSB 1 Abschnitt (ehemalig)
35. Saalbach – Kohlmaiskopf, GB 1 Abschnitt
36. Sankt Gilgen – Zwölferhorn, Zwölferhornseilbahn, GB 1 Abschnitt.
37. St. Johann im Pongau – Hahnbaum, SB 2 Abschnitte
38. St. Johann im Pongau, Alpendorf – Obergassalm, GB 1 Abschnitt
39. St. Johann im Pongau, Obergassalm – Gernkogel – Straßalm, SB 2 Abschnitte
40. Sankt Leonhard-Gartenau (bei Hallein) – Geiereck, LSB 1 Abschnitt
41. Sankt Michael im Lungau – Trogalm, SB 1 Abschnitt
42. Sankt Michael im Lungau, Trogalm – Speiereck, SB 1 Abschnitt
43. Sportgastein – Kreuzkogel, GB 2 Abschnitte (Goldbergbahn)
44. Werfen-Wimm, Wimmerhütte – Dr.-Friedrich-Oedl-Haus, Eisriesenwelt, LSB 1 Abschnitt
45. Uttendorf, Stubachtal-Werkbahn
46. Uttendorf, Enzingerboden – Grünsee, GB 1 Abschnitt
47. Uttendorf, Grünsee – Alpincentrum Rudolfshütte, GB 1 Abschnitt
48. Uttendorf, Alpinzentrum Rudolfshütte – Medelzkopf, SB 1 Abschnitt
49. Uttendorf, Enzingerboden – Tauernmoossee – Alpinzentrum Rudolfshütte, LSB 2 Abschnitte (ehemalig)
50. Wagrain – Grafenberg, GB 1 Abschnitt
51. Wagrain Kirchboden – Mittelstation – Grießkar, GB 2 Abschnitte
52. Zaglau – Bischlinghöhe, GB 1 Abschnitt
53. Zauchensee – Seekarkessel, SB 1 Abschnitt
54. Zell am See – Schmittenhöhe, Schmittenhöhebahn, LSB 1 Abschnitt
55. Zell am See – Sonnalm, Sonnenalmbahn, LSB 1 Abschnitt
56. Zell am See, Sonnalm – Sonnkogel, SB 1 Abschnitt
57. Zell am See – Bruckberg – Breiteckalm, GB 3 Abschnitte

### Steiermark
1. Aflenz Kurort – Bürgeralm, SB 1 Abschnitt
2. Aflenz Kurort, Bürgeralm – Schönleitenspitze, SB 1 Abschnitt
3. Bad Aussee – Gipsbergwerk am Grundlsee, MSB
4. Freiland bei Deutschlandsberg – Kupper, ehemalige Materialseilbahn
5. Graz, Kindermuseum Frida und Fred – errichtet 2003, im Ausstellungsraum. Der Passagier selbst treibt per Handkurbel den Liegesessel etwa 18 m hin und zurück, Seillänge etwa 26 m, kaum Steigung
6. Graz-Gösting – Plabutsch, ehemals: Sessellift Plabutsch (Wiedererrichtung und Verlängerung bis zum Thalersee, denkbar, 2019 verschoben)
7. Graz, Murgondelbahn (denkbar)
8. Haus im Ennstal, Hauser Kaibling: 6 Sesselbahnen, 1 Gondelbahn (Schladminger-Tauern-Seilbahn), 3 Schlepplifte und 1 Seilbahn
9. Mariazell – Bürgeralpe, GB 1 Abschnitt
10. Mariazell – Bürgeralpe, Schwebebahn Mariazeller Bürgeralpe, LSB 1 Abschnitt
11. Oberfeistritz, Talksteinwerk – Talkum-Bergwerk Materialseilbahn, zirka 4,5 km lang, MSB 1 Abschnitt
12. Pichl, Winterer – Hochwurzen, SB 1 Abschnitt
13. Pruggern – Bottinghaus, 1 Gondelbahn, 1 Abschnitt
14. Rohrmoos – Hochwurzen, GB 1 Abschnitt
15. Ramsau am Dachstein, Dachstein (Berg), Dachstein-Südwandbahn, LSB, 1 Abschnitt
16. Sankt Lorenzen ob Murau – Georgenberg – Kreischberg, Kreischbergbahn, GB, 2 Abschnitte
17. Sankt Lorenzen ob Murau, Georgenberg – Kreischberg, SB, 1 Abschnitt
18. Schladming, 1 Gondelbahn 2 Abschnitte, 2 Sesselbahnen
19. Schladming, 1 Sesselbahn Burgstallalm – Planai, 1 Abschnitt
20. Sankt Radegund bei Graz – Schöckl, Schöckl-Seilbahn, GB 1 Abschnitt
21. Tauplitz – Tauplitzalm, SB 2 Abschnitte
22. Turracher Höhe – Kornock (Rinsennock), SB 1 Abschnitt
23. Weitendorf – Werndorf, ehemals Materialseilbahn (MSB) des Basaltsteinbruchs, nur Betonpfeilerreste erhalten[4]

### Tirol

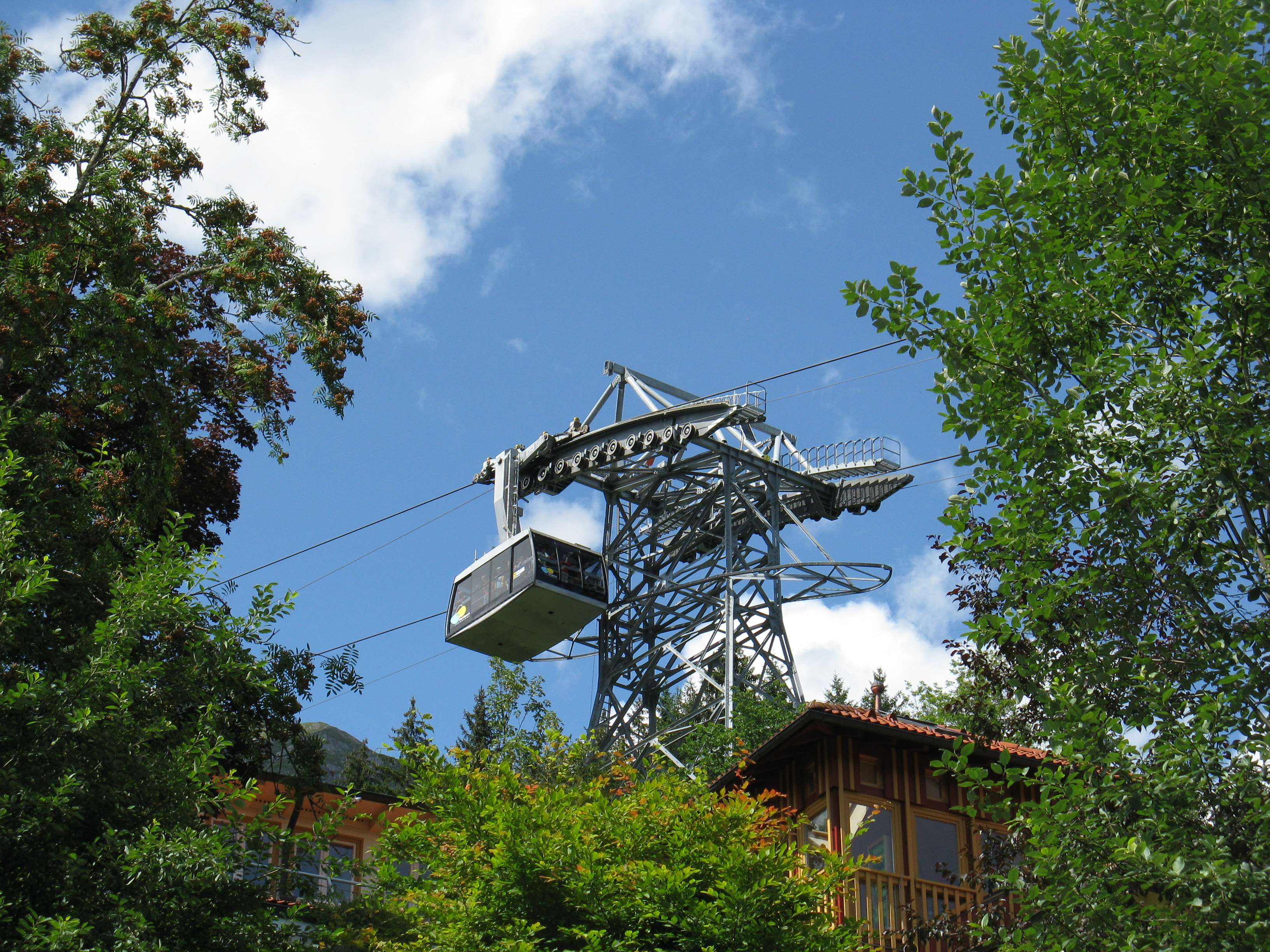
Gondel der Nordkettenbahn an der ersten Stütze

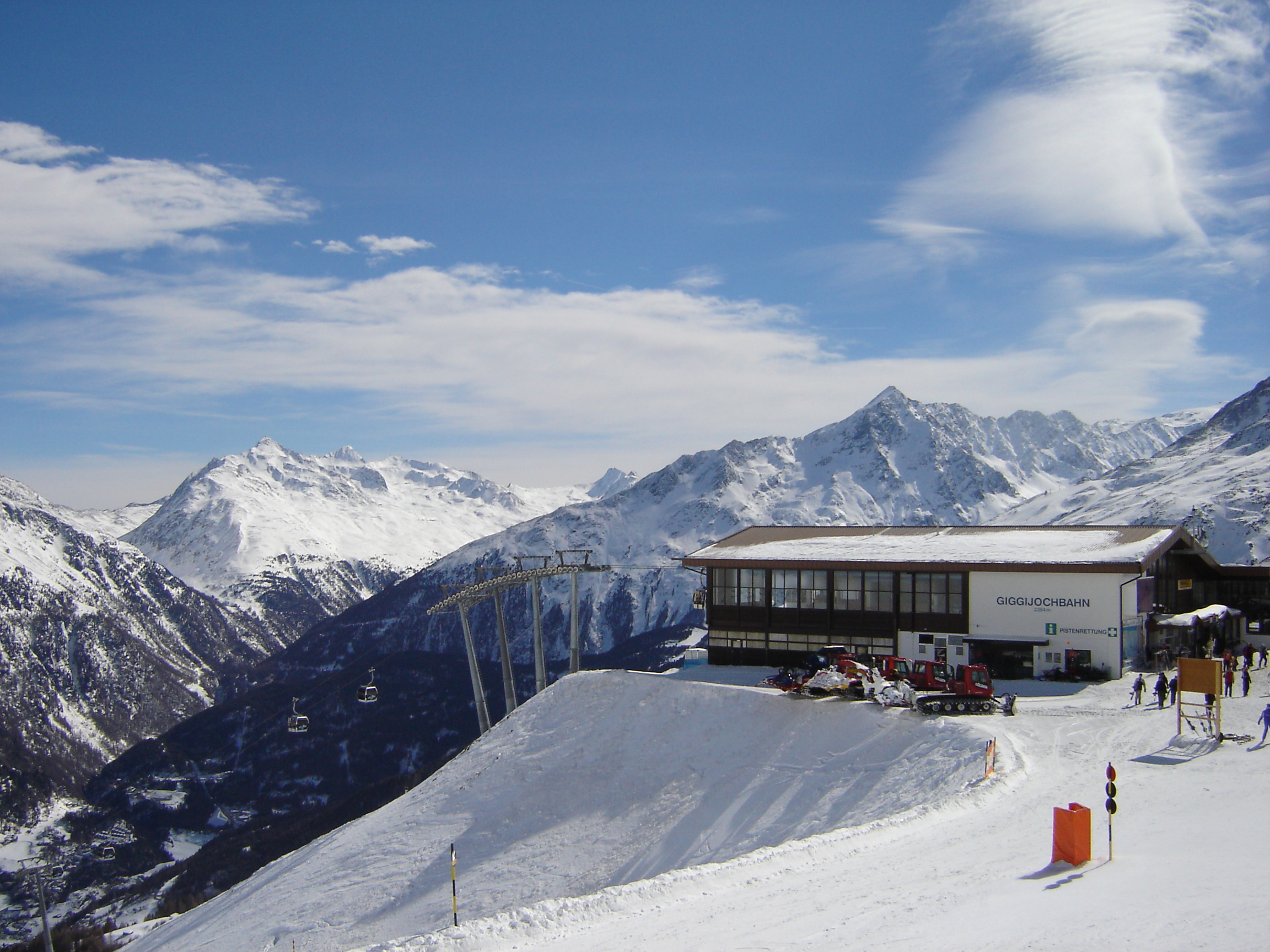
Bergstation der Giggijochbahn

1. Achenschmiede – Hornboden, GB 2 Abschnitte, Wiedersbergerhornbahn
2. Biberwier – Mittelstation, SB 1 Abschnitt
3. Bichlbach – Heiterwanger Hochalm – Berwang, SB, 2 Abschnitte
4. Brixen im Thale – Filzalm, GB 1 Abschnitt
5. Eben am Achensee, Maurach am Achensee, Rofanseilbahn
6. Ehrwald-Obermoos, Tiroler Zugspitzbahn (1. Anlage 1926–1991)
7. Ehrwald-Obermoos – Zugspitze, LSB 1 Abschnitt, Tiroler Zugspitzbahn
8. Ehrwald-Oberdorf – Ehrwalder Alm, GB 1 Abschnitt
9. Fieberbrunn – Streuböden – Lärchfilzkogel, GB 2 Abschnitte
10. Fieberbrunn – Maiskopf, GB 1 Abschnitt
11. Fimbabahn Talstation – Mittelstation – Bergstation, GB 2 Abschnitte
12. Fimbabahn Bergstation – Idjoch Berg, SB 1 Abschnitt
13. Finkenberg, Pendelbahn (Wanglspitz)
14. Finkenberg, Finkenberger Almbahn
15. Fügen – Obertrojn – Spieljoch, Spieljochbahn, GB 2 Abschnitte
16. Fulpmes – Froneben – Kreuzjoch, GB 2 Abschnitte
17. Galtür-Wirl – Birkhahnkopf, SB 1 Abschnitt
18. Gepatschspeicher/-stausee, Richtung Weißseespitze 2 Sesselbahnen, jeweils 1 Abschnitt
19. Giggijochbahn
20. Going am Wilden Kaiser – Astberg, SB 1 Abschnitt
21. Grän – Gondelbahn Füssener Jöchle, GB 1 Abschnitt
22. Haiming-Ochsengarten – Hochoetz, GB 1 Abschnitt
23. Hainzenberg – Gerlosstein, LSB 1 Abschnitt, Gerlossteinbahn
24. Hintertux[5]
25. Hintertux – Sommerbergalm, 2 Gondelbahnen, jeweils 1 Abschnitt
26. Hintertux, Sommerbergalm – Tuxerjoch, SB 1 Abschnitt
27. Hintertux, Sommerbergalm – Tuxerfernerhaus – Gefrorene Wand, GB, 2 Abschnitte
28. Hochfilzen – Bürgl – ? – Weißenstein, Magnesitseilbahn, MSB 3 Abschnitte
29. Höfen – Höfener Alm, LSB 1 Abschnitt
30. Imst, Hochimst – Untermarkter Alm – Alpjoch, GB, 2 Abschnitte
31. Innsbruck-Hungerburg – Hafelekar, Nordkettenbahn, LSB 2 Abschnitte
32. Innsbruck-Igls – Patscherkofel, Patscherkofelbahn (2 Abschnitte) (2019 neu errichtet)
33. Ischgl – Silvrettabahn, GB 2 Abschnitte (Doppel-Funitel)
34. Itter-Schwendt – Kraftalm, GB 1 Abschnitt
35. Jerzens, Liss – Hahntennboden, Hochzeigerbahn, GB 1 Abschnitt
36. Jochberg, SB 1 Abschnitt
37. Kaltenbach (Tirol), Hochzillertalbahn (2 parallel gelegene Luftseilbahnen)
38. Kappl – Dias, GB 1 Abschnitt
39. Kappl, Dias – Alblitt, SB 1 Abschnitt
40. Kitzbühel – Pletzeralm – Alpenhaus, GB 2 Abschnitte
41. Kitzbühel, Pletzeralm – Kitzbüheler Horn, LSB 1 Abschnitt, 3S-Bahn
42. Kitzbühel – Hahnenkamm-Pendelbahn (bis 1996), GB 1 Abschnitt
43. Kitzbühel 3S-Bahn
44. Kirchberg in Tirol, Weiler Klausen – Ehrenbachhöhe, Fleckalmbahn, GB 1 Abschnitt[6]
45. Kufstein, Kaiserlift Kufstein
46. Ladis, Ried – Fendels, GB 1 Abschnitt
47. Ladis, Fendels – Sattelboden, SB 1 Abschnitt
48. Ladis – Pedrus Doppelstation, GB 1 Abschnitt
49. Ladis, Pedrus Doppelstation – Möser, GB 1 Abschnitt
50. Ladis, Pedrus Doppelstation – Fisser Joch, GB 2 Abschnitte
51. Lermoos, Juch – Gubigalm, SB 2 Abschnitte
52. Lienz, Gaimberg – Happriegel/Zettersfeld GB
53. Maurach am Achensee – Erfurter Hütte, LSB 1 Abschnitt, Rofanseilbahn
54. Mayrhofen – Filzenboden, Ahornbahn, LSB 1 Abschnitt
55. Mayrhofen – Geschössberghaus, GB 1 Abschnitt
56. Mayrhofen, Horbergbahn
57. Mayrhofen, Horbergtal – Wanglspitze, 150er Tux, LSB 1 Abschnitt
58. Mayrhofen – Penken, Penkenbahn, GB 1 Abschnitt
59. Mutters, Muttereralmbahn
60. Nauders – Bergkastel, GB 1 Abschnitt
61. Nauders – Lärchenalm – Bergkastel – Bergkastelspitze, SB 3 Abschnitte und zwei weitere Sesselbahnen
62. Neustift im Stubaital-Mutterberg – Fernau – Eisgrat, GB 2 Abschnitte
63. Neustift im Stubaital-Mutterberg – Fernau – Gamsgarten, GB 2 Abschnitte
64. Neustift im Stubaital-Mutterberg, Gamsgarten – Eisjoch, SB 1 Abschnitte
65. Neustift im Stubaital-Mutterberg, Gamsgarten (Eissee) – Rotadlkopf, SB 1 Abschnitte
66. Neustift im Stubaital-Mutterberg, Eisgrat - Schaufelspitz, GB 1 Abschnitt
67. Ochsengartenbahn
68. Oetz – Hochoetz, Acherkogelbahn, GB 1 Abschnitt
69. Pertisau, Karwendel-Bergbahn
70. Ramsau im Zillertal-Bühel – ehemalige Magnesitseilbahn, siehe auch Horbergbahn
71. Reith im Alpbachtal – Reitherkogel, GB 1 Abschnitt
72. Reutte, Reuttener Bergbahn
73. Rohrberg – Grindalm - Karspitz, GB 2 Abschnitte, Karspitzbahn
74. Rohrberg - Grindalm – Rosenalm, Rosenalmbahn, GB 2 Abschnitte
75. St. Anton am Arlberg, Umlaufbahn: Rendlbahn
76. St. Anton am Arlberg – Gampen – Kapall, SB, 2 Abschnitte
77. St. Anton am Arlberg, Funitel: Galzigbahn, GB, 1 Abschnitt
78. St. Anton am Arlberg, Pendelbahnen: Galzig – Valluga I und II, LSB, 2 Abschnitte
79. St. Jakob am Arlberg – Kapall, GB, 1 Abschnitt
80. St. Anton am Arlberg – Brandkreuz, GB, 1 Abschnitt
81. St. Christoph am Arlberg, Galzig (ehemalige Luftseilbahn), SB 1 Abschnitt
82. St. Johann in Tirol – Angereralm – Harschbichl, GB 2 Abschnitte
83. St. Ulrich am Pillersee, St. Jakob in Haus – Buchensteinwand, SB 1 Abschnitt
84. St. Leonhard im Pitztal-Mittelberg, Mittelbergferner – Hinterer Brunnenkogel, GB 1 Abschnitt
85. St. Leonhard im Pitztal-Mittelberg, Mittelbergferner – SB 1 Abschnitt
86. St. Leonhard im Pitztal-Mittelberg, zum Mittelbergjoch, GB 2 Abschnitte
87. Scheffau am Wilden Kaiser – Brandstadl, GB 1 Abschnitt
88. See im Paznaun-Medrigalm, GB 1 Abschnitt
89. Seefeld in Tirol - Rosshütte, SSB 1 Abschnitt Rosshüttenbahn
90. Seefeld in Tirol, Rosshütte – Härmelekopf, LSB, 1 Abschnitt Härmelekopfbahn
91. Seefeld in Tirol, Rosshütte – Seefelderjoch, LSB, 1 Abschnitt Seefelder Jochbahn
92. Serfaus – Komperdell, Komperdellbahn, LSB 1 Abschnitt (2013 abgebaut)
93. Serfaus – Komperdell – Lazid, GB, 2 Abschnitte
94. Sillian – Gadeinalpe (Thurntaler), GB, 1 Abschnitt
95. Silz-Kühtai – Oberer Plenderlesekopf, SB 1 Abschnitt
96. Sölden – Giggijoch, GB 1 Abschnitt
97. Sölden, Giggijoch – Hainbachjoch, SB 1 Abschnitt
98. Sölden, Giggijoch – Rotkogljoch, SB 1 Abschnitt
99. Söll – Hochsöll, GB 1 Abschnitt
100. Söll, Hochsöll – Hohe Salve, GB 1 Abschnitt
101. Steinach am Brenner – Bergeralm, GB, 1 Abschnitt
102. Tannheim – Neunerköpfle, GB 2 Abschnitte
103. Trisanna, See – Langetsbergalm, GB, 1 Abschnitt
104. Tux – Vorderlanersbach – Rastkogel, GB 1 Abschnitt
105. Tux-Lanersbach – Eggalm, GB 1 Abschnitt
106. Vils, Zementwerk Schretter, MSB
107. Waidring-Rettenmoos – Waidring Kammerkör, GB, 1 Abschnitt, Steinplattenbahn
108. Westendorf, Talstation Alpenrosenbahn – Prielalm – Bergstation, GB 2 Abschnitte
109. Wildschönau-Auffach – Koglmoos - Schatzberg, GB, 1 Abschnitt
110. Wildschönau-Niederau – Markbachjoch, GB, 1 Abschnitt
111. Zams–Venet, Venetbahn, LSB 1 Abschnitt

### Vorarlberg
1. Andelsbuch – Niedere, Bergbahnen Andelsbuch, 2 Sesselbahnen, fünf Schlepplifte
2. Bezau – Sonderdach – Baumgarten Höhe, Seilbahn Bezau, LSB, 1 Abschnitt mit Mittelstation
3. Bludenz / Nüziders – Muttersberg, Muttersbergseilbahn, LSB, 1 Abschnitt
4. Brand (Brandnertal) – Palüdbahn, 8-MGD
5. Bregenz – Pfänder, Pfänderbahn, LSB, 1 Abschnitt
6. Damüls, Uga – Alpe Uga, SB, 1 Abschnitt
7. Dornbirn – Karren, Karrenseilbahn, LSB, 1 Abschnitt
8. Fontanella, Bergbahnen Faschina
9. Gamprätz – Hochjoch Schruns (Kapell), GB, 1 Abschnitt
10. Gargellen – Schafbergbahn, MGD
11. Gaschurn – Rehsee – Versettla, GB, 2 Abschnitte
12. Laterns, Kühboden – Gapfohl, SB, 1 Abschnitt
13. Lech – Oberlech, Bergbahn Lech–Oberlech, LSB, 1 Abschnitt
14. Lech – Oberlech – Petersboden, SB, 1 Abschnitt
15. Mellau – Mellaubahn, 10er GB, 1 Abschnitt, Sesselbahn Roßstelle 8er SB, 1 Abschnitt
16. Mittelberg – Walmendinger Horn, Walmendingerhornbahn, LSB, 1 Abschnitt
17. Partenen, Tafamunt, Tafamuntbahn, GB, 1 Abschnitt
18. Partenen, Vermuntbahn, LSB, 1 Abschnitt
19. Riezlern – Grundkopf, GB, 1 Abschnitt
20. St. Gallenkirch – Silvretta Bahn, 8er-SB, 1 Abschnitt
21. Schoppernau – Diedamskopf, GB, 2 Abschnitte
22. Schruns, Schattenlagant – Lünersee, Lünerseebahn, LSB, 1 Abschnitt
23. Schruns – Berggasthof Kropfen - Hochjoch Schruns (Kapell), Montafoner Hochjochbahn, LSB, 2 Abschnitte
24. Silbertal – Kapellbahn LSB, 1 Abschnitt
25. Silbertal, Kapellbahn Kapellalpe-Kreuzjoch, Panorama Bahn (Silvretta Montafon)
26. Silbertal – Kristberg, Kristbergbahn, LSB, 1 Abschnitt
27. Sonntag – Stein, Großwalsertaler Seilbahnen, LSB, 1 Abschnitt
28. Stuben – Albonabahn I
29. Stuben – Albonabahn II
30. Stuben – Valfagehrbahn, SB, 1 Abschnitt
31. Stuben – Flexenbahn
32. Vandans – Latschau – Matschwitz – Golm, GB, 3 Abschnitte
33. Warth, Dorfbahn Warth, 1 Abschnitt
34. Warth, Steffisalp Express, SB, 1 Abschnitt
35. Zürs, Rüfikopfseilbahn, LSB, 1 Abschnitt
36. Zürs, Trittkopf, Trittkopfbahn I und II, 10er EUB, 2 Abschnitt (alte Trittkopfbahn 2016 abgebaut)
37. Zwischenwasser, Versuchsseilbahn Batschuns (Pendelseilbahn, 1 Abschnitt, 1962/63 abgebaut)

### Wien
1. Wien, Donaupark (WIG 64) (Sessellift, 31. August 1963 bis 196x?)